# Kaena Point Satellite Tracking Station

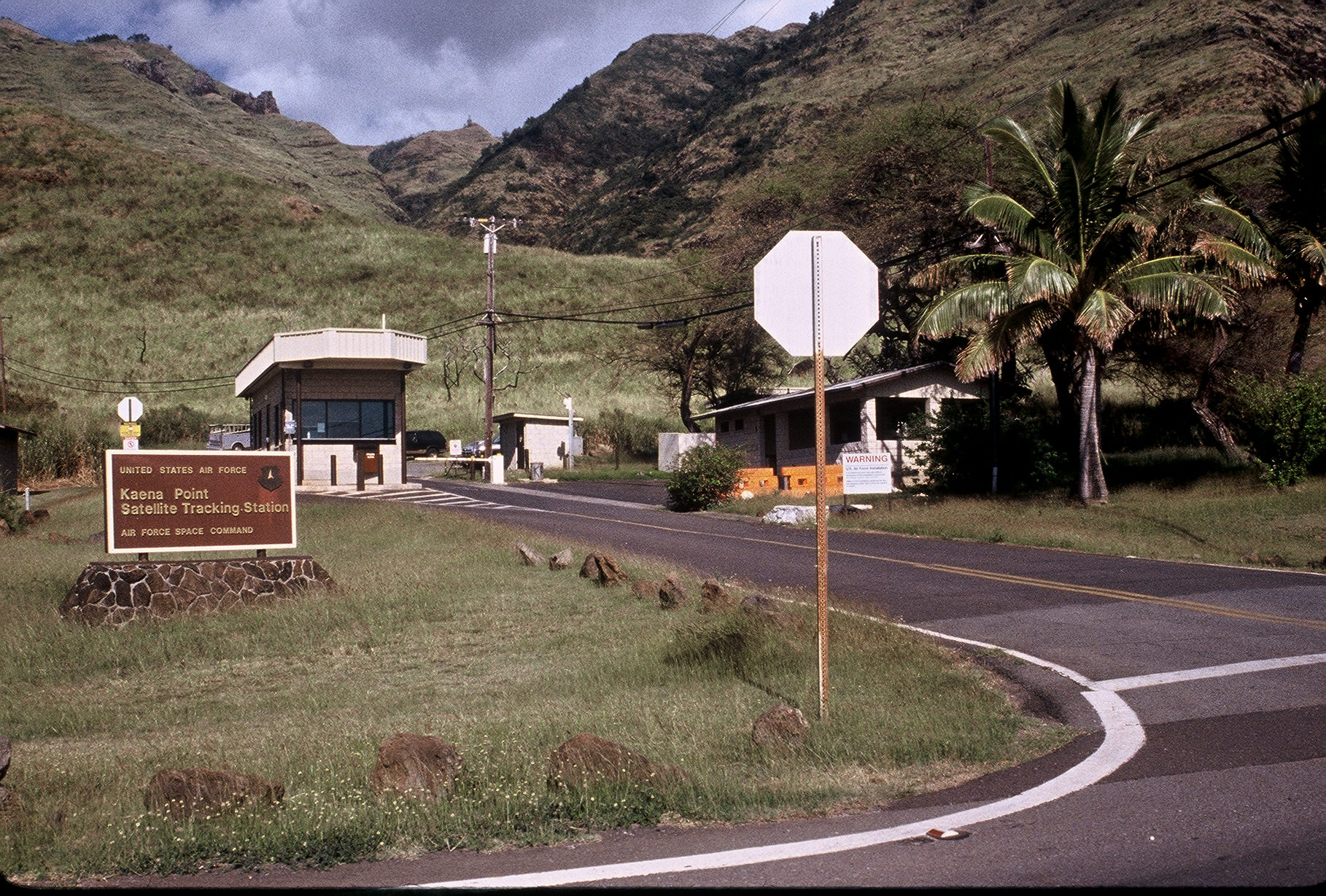
Entrée du KPSTS

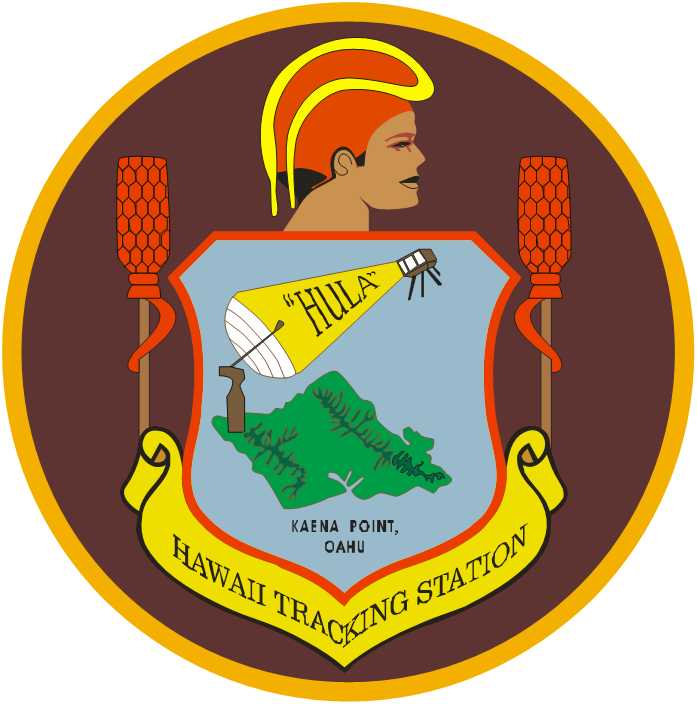
Emblème de l'Hawaii Tracking Station, 1983

La Kaena Point Satellite Tracking Station (station de repérage par satellite de Kaena Point) est une installation militaire de l'United States Space Force à Kaena Point, sur l’île d’Oahu, à Hawaï. Il s’agit d’une station de suivi du Satellite Control Network (en), chargée du suivi des satellites en orbite. La station a été inaugurée en 1959 pour soutenir Corona, un programme de satellites de reconnaissance précoce. Elle est sur un terrain de 153 acres.
Le 3e détachement du 22d Space Operations Squadron (en), qui fait partie de la 50th Space Wing, exploite la Hawaï Tracking Station sur le site. En 2018, dix-huit employés civils travaillent également sur le site.
L'installation est située près du point le plus à l'ouest de l'île d'Oahu, au sommet d'une crête haute de 457 mètres. Les deux radômes sont connus localement sous le nom de "balles de golf" et constituent un repère populaire pour les navires de pêche dans les eaux environnantes.
Le parc national de Yokohama Bay se trouve à la base de la crête, avec un sentier de randonnée menant à la pointe et au nord de la crête jusqu'à la plage de Mokulēia. Les routes de la station permettent d'accéder aux sentiers de randonnée et de chasse de l'État, ainsi qu'à un site de camping situé à environ 16 kilomètres à l'intérieur des terres, appelé Peacock Flats, accessible uniquement sur autorisation. Il est possible d'obtenir un permis d'accès via la station pour faire de la randonnée, de la chasse ou du camping sur les terres domaniales environnantes auprès du département des terres et des ressources naturelles d'Hawaï, dans le centre-ville d'Honolulu.